# Pellet
Pellet (pelet) – paliwo stałe w formie granulatu uzyskiwane z biomasy, przeznaczone głównie do spalania w indywidualnych, jak i zbiorowych instalacjach grzewczych, może być spalany w kominkach do tego przeznaczonych. 
Pellet produkuje się z odpadów drzewnych, uprawianych w tym celu roślin, oraz odpadów i produktów ubocznych rolnictwa. Pellet drzewny – powstaje ze sprasowania trocin, które powstają podczas prac tartacznych oraz innych działań związanych z obrabianiem produktów drzewnych. Drewno używane przy produkcji pelletu może być zarówno liściaste jak i iglaste – istnieją również bardziej egzotyczne mieszanki pochodzące z drewna palmowego, skorupek kokosów czy nawet kłód i gałęzi. Pelletyzuje się też słomę i trawę łąkową, tworząc pellety trawne.
Pellet jest produkowany w rozmaitych odmianach i stopniach spalania, w zależności od przeznaczenia jego użycia – inny używa się w elektrowniach, elektrociepłowniach, a inny w gospodarstwach domowych oraz małych kotłowniach należących do szkół, piekarni, zakładów produkcyjnych itp. Pellet przeznaczony do użytku nieprzemysłowego jest wytwarzany bez dodatku jakichkolwiek lepiszczy. 
Wartość opałowa pelletu zależy od surowców, z których go wyprodukowano i przeciętnie dla pelletu drzewnego waha się  15 - 18 MJ/kg, pelletu ze słomy pszennej to średnio około 16 MJ/kg, dla porównania ekogroszek ma przeważnie 23 - 26 MJ/kg. Pelet zalicza się do paliw wysokokalorycznych.
Regularna forma, niewielki rozmiar granulatu pozwala na automatyczne uzupełnianie pieca. Jest również łatwy do usunięcia, dzięki czemu przyczynia się do czystości i bezawaryjności pieca. Pellet może być dostarczany do pieca za pomocą specjalnego podajnika ślimakowego albo przenośnika taśmowego. Pellet jest wygodny w magazynowaniu, a magazynowanie możliwe jest w odpowiednim miejscu już u klienta.
Pellet pojawił się na rynku w 1993 r. Zapotrzebowanie na ten rodzaj biomasy wzrosło po 2005 roku (szczególnie w Europie i Ameryce Północnej) w związku z gwałtownym wzrostem cen węgla i gazu. Zgodnie z raportem International Energy Agency Task 40 produkcja pelletu wzrosła od 2006 do 2012 ponad dwukrotnie, osiągając wartość 14 mln ton rocznie. Ważnym też aspektem jest fakt, iż niektóre państwa Europy zachodniej wprowadziły zakaz palenia węglem, co spowodowało między innymi, że pellet drzewny jest najtańszym źródłem ciepła, korzystniej wypadając w porównaniu z brykietem, ekogroszkiem, olejem opałowym, gazem i prądem.

## Produkcja
| Parametr           | Wartość        |
| ------------------ | -------------- |
| Średnica:          | 6–8 mm         |
| Długość:           | 3,15–40 mm     |
| Gęstość minimalna: | 1,15 kg/dm³    |
| Moc energetyczna:  | +/- 5,3 kWh/kg |
| Wilgotność max:    | 10%            |
| Popiół max:        | 0,7%           |
| Kolor:             | Jasny          |

Pellet drzewny produkuje się przez skompresowanie trocin drzewnych, które uzyskuje się jako materiał poprodukcyjny w tartakach i innych miejscach przetwórstwa drzewnego. Masa drzewna przeciskana jest przez matrycę z otworami formując granulki najczęściej o średnicy 6–8 mm (w zależności od wielkości otworów). Tarcie powoduje, że materiał znacznie rozgrzewa się nawet do 70 °C, dlatego też zaraz po wyjściu z prasy, pellet jest schładzany w specjalnej chłodnicy. Następny etap, to pakowanie, standardowo w worki typu BigBag o pojemności ok. 1000 kg lub mniejsze np. 15 kg.
Pellety mogą być produkowane z różnych gatunków drewna. Łatwiej jest uzyskać pellet z drewna z drzew iglastych, które ma o dużą zawartość ligniny (26-30% suchej masy) niż z drzew liściastych (19-28%). Pelety wyprodukowane z twardego drewna mają większą gęstość nasypową i większe ciepło spalania, ale wyjściowy materiał trudniej jest przerobić na wióry i sprasować.
Zgodnie z normami UE pellety z przeznaczeniem na rynek indywidualny w Europie nie powinny zawierać więcej niż 10% wody, być zwarte i mieć niską zawartość popiołu. Największa podaż pelletu pochodzi ze Skandynawii, Centralnej Europy i krajów nadbałtyckich.

## Zastosowania
Kotły
W pełni zautomatyzowany kocioł do pelletu działa samoczynnie – automatycznie się rozpala, automatycznie uzupełnia ilość pelletu potrzebną do uzyskania pożądanej, wcześniej ustalonej temperatury. 

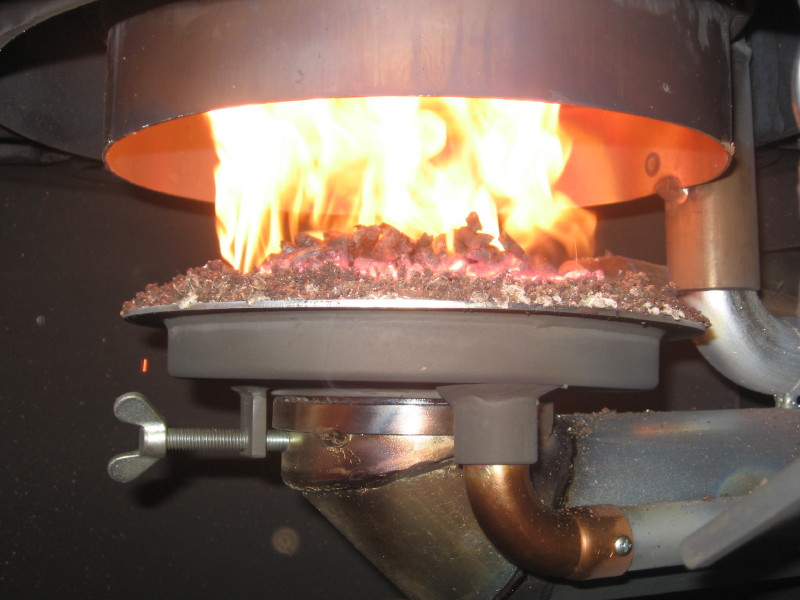
Piec retortowy spalający drzewny pellet

Średnia moc energetyczna uzyskana ze spalania pelletu wynosi 4,7–5,3 MWh/tonę (17–19 MJ/kg).
Wysokowydajne kotły spalające pellet drzewny mają wydajność rzędu 85%.  
Spalanie pelletu powoduje niską emisję NO i SO, a ilość popiołu jest niewielka (ok. 5 kg na tonę spalonej biomasy). Dwutlenek węgla pochodzący ze spalania pelletów został wcześniej pobrany z atmosfery przez rośliny, a emisja „nowego” dwutlenku węgla jest związana z produkcją i transportem.
Generatory gazu
Pellety mogą zostać wykorzystane w generatorach gazu do napędu pojazdów. Dzięki automatyce możliwa jest regulacja mocy oraz przełączanie silnika na tradycyjne paliwo przy nagłym zapotrzebowaniu na większą moc podczas przyspieszania.
Wyściółka dla zwierząt
Pellet stosowany jest jako substytut dla kociego żwirku o przyjemnym zapachu drewna.

## Zapotrzebowanie na pellet
| Kraj     | 2013      |
| -------- | --------- |
| UK       | 4 540 000 |
| Dania    | 2 500 000 |
| Holandia | 2 000 000 |
| Szwecja  | 1 650 000 |
| Niemcy   | 1 600 000 |
| Polska   | 900 000   |

Użycie pelletu w Europie zależy od regulacji rządowych. W Holandii, Belgii czy Wielkiej Brytanii pellety są używane na dużą skalę w największych elektrowniach. W Skandynawii, oprócz elektrowni używany jest również w średniej wielkości ciepłowniach i na użytek prywatny. W Niemczech, Austrii, Włoszech i we Francji pellet jest używany głównie do ogrzewania niewielkich gospodarstw i przede wszystkim w przemyśle.